# Jiří Procházka (scenárista)
Jiří Procházka (20. dubna 1925, Plzeň-Doudlevce – 19. května 1993, Praha) byl český scenárista, dramaturg, prozaik a dramatik. Nejvíce vešel ve známost jako  dramaturg a autor některých povídek seriálu 30 případů majora Zemana (1974–1979), zejména ideologicky významných (vyšly i knižně). Vytvořil také scénář k filmu Hvězda zvaná Pelyněk (1964), ideologicky interpretujícímu rumburskou vzpouru, či k filmu Píseň o stromu a růži (1978), který m.j. propagoval česko-sovětské přátelství při stavbě metra.     

## Život
V roce 1944 absolvoval reálné gymnázium v Plzni. Zapojil se do odboje a v roce 1945 se zúčastnil osvobození Plzně od nacistické armády. Po válce krátce pracoval jako místní rozhlasový hlasatel a jako loutkoherec u Josefa Skupy, s nímž v září 1945 odjel do Prahy. V letech 1945–1950 vystudoval  Vysokou školu hospodářských a politických věd v Praze a získal titul inženýra. Při studiu pracoval jako asistent v Muzeu asijské, africké a americké kultury, po promoci několik měsíců pracoval jako dramaturg v Československém studiu animovaného filmu. V letech 1950–1952 absolvoval prezenční vojenskou službu, pak pracoval v armádním rozhlase. V roce 1953 byl vyslán jako civilní zástupce vojenského vysílání do Československé televize Praha, kde pracoval na různých pozicích jako dramaturg a scenárista až do svého odchodu do důchodu v roce 1985. V letech 1966–1968 byl také uměleckým šéfem Laterny magiky (s Ladislavem Rychmanem). Od roku 1971 v televizi působil jako redaktor Ústřední redakce armády, bezpečnosti a brannosti (ÚRABB), kde se v letech 1974–1979 jako dramaturg a zčásti scenárista podílel na seriálu 30 případů majora Zemana. 
Psal také hry pro divadlo a rozhlas a je autorem románů a povídek, knižně vyšly povídky ze seriálu 30 případů majora Zemana.      
V roce 1988 byl na Kubě spoluzakladatelem Mezinárodní asociace autorů detektivní literatury (AIEP – Asociación international de escritores policiacos), jejímž místopředsedou byl až do své smrti. Byl členem redakčního týmu časopisu Detektiv a politika. 
Jeho manželkou byla Lída Vilímová-Procházková (21. ledna 1923 Plzeň – ?), která byla autorkou dramatických pořadů v rozhlase a spolupracovala s ním na některých knihách.  
Procházka byl nositelem Ceny ÚV SČSP a vyznamenání Za vynikající práci.  

## Dílo

### Romány a povídky
- Oheň v horách (1954)
- Úsvit nad vodami (1956)
- Drobínek (1961) – s Lídou Vilímovou-Procházkovou
- Hvězda zvaná Pelyněk (1964)
- Smrt za úsvitu (1985)
- Nokturno pro dvě sekery (1987)
- Hvězdný prach (1990) – s Lídou Vilímovou-Procházkovou
- Zločin na zámku (1991)

### Knižní vydání povídek ze série 30 případů majora Zemana
- Hon na lišku (1978) - vč. povídek Vrah se skrývá v poli a Konec osamělého střelce
- Hrdelní pře majora Zemana (1978) – vč. povídek Bílé linky, Klauni a Studna
- Štvanice (1980)
- Lišky mění srst (1983)